# Les Châtelliers-Notre-Dame
Les Châtelliers-Notre-Dame ist eine französische Gemeinde mit 149 Einwohnern (Stand: 1. Januar 2022) im Département Eure-et-Loir in der Region Centre-Val de Loire. Les Châtelliers-Notre-Dame gehört zum Arrondissement Chartres und ist Teil des Kantons Illiers-Combray. 

## Geographie
Les Châtelliers-Notre-Dame liegt etwa 24 Kilometer westsüdwestlich von Chartres. Der Loir begrenzt die Gemeinde im Osten. Umgeben wird Les Châtelliers-Notre-Dame von den Nachbargemeinden Les Corvées-les-Yys im Norden und Westen, Marchéville im Norden und Osten, Magny im Osten, Illiers-Combray im Süden und Südosten, Saint-Éman im Süden sowie Nonvilliers-Grandhoux im Westen.

## Bevölkerung
| Bevölkerungsentwicklung   | Bevölkerungsentwicklung | Bevölkerungsentwicklung | Bevölkerungsentwicklung | Bevölkerungsentwicklung | Bevölkerungsentwicklung | Bevölkerungsentwicklung | Bevölkerungsentwicklung | Bevölkerungsentwicklung |
| ------------------------- | ----------------------- | ----------------------- | ----------------------- | ----------------------- | ----------------------- | ----------------------- | ----------------------- | ----------------------- |
| Jahr                      | 1962                    | 1968                    | 1975                    | 1982                    | 1990                    | 1999                    | 2006                    | 2013                    |
| Einwohner                 | 127                     | 115                     | 105                     | 110                     | 123                     | 117                     | 133                     | 128                     |
| Quelle: Cassini und INSEE |                         |                         |                         |                         |                         |                         |                         |                         |

## Sehenswürdigkeiten
- Kirche Notre-Dame

## Persönlichkeiten
- Frédéric Courtois (1860–1928), Missionar in China und Botaniker